# Стрелковая улица (Пушкин)
Стрелко́вая у́лица — улица в городе Пушкине (Пушкинский район Санкт-Петербурга). Проходит от Гвардейского бульвара до Сапёрной улицы.
Улицу построили в 2007 году в связи с застройкой территории жилыми дома. 31 марта 2008 года ей присвоили название Стрелковая. Название дано в память о том, что в этом районе квартировали 1—4-й лейб-гвардии Стрелковые полки.
По данным на октябрь 2015 года, адреса по Стрелковой улице нет ни у одного дома. Это связано с тем, что построенным вдоль неё жилым домам присваивали адреса до марта 2008 года.

## Перекрёстки
- Гвардейский бульвар
- Кирасирская улица
- Сапёрная улица